# Henri Lambert (acteur)
Pour les articles homonymes, voir Henri Lambert et Lambert.
Henri Lambert est un acteur français né le 5 décembre 1927 à Paris et mort le 3 avril 2003 à Clamart. Il est enterré au cimetière de Clairefontaine-en-Yvelines.

## Théâtre
- 1959 : Oscar, de Claude Magnier, mise en scène Jacques Mauclair, théâtre des Célestins
- 1961 : Marie-Octobre, adaptation théâtrale du roman de Jacques Robert par Julien Duvivier et Henri Jeanson, mise en scène André Villiers, théâtre en Rond
- 1962 : Trencavel, de Robert Collon, mise en scène Jean Mercure, théâtre Montparnasse
- 1965 : Knock ou le Triomphe de la médecine, de Jules Romains, mise en scène Marcelle Tassencourt, théâtre Montansier puis théâtre Montparnasse
- 1966 : Monsieur Dodd, d'Arthur Watkyn, mise en scène Jacques-Henri Duval, théâtre des Variétés
- 1970 : Ciel, où sont passées les dattes de tes oasis ?, de Roger Hanin, mise en scène Jacques Ardouin, théâtre de la Potinière
- 1972 : Faites-moi confiance, de Michel Duran, mise en scène Alfred Pasquali, théâtre Marigny, diffusé en 1972 à la télévision dans l'émission Au théâtre ce soir réalisée par Pierre Sabbagh
- 1973 : Marie-Octobre, adaptation théâtrale du roman de Jacques Robert par Julien Duvivier et Henri Jeanson, mise en scène André Villiers, théâtre Marigny, diffusé en 1973 à la télévision dans l'émission Au théâtre ce soir réalisée par Georges Folgoas
- 1976 : Pour cent briques, t'as plus rien, de Didier Kaminka, mise en scène Henri Garcin, théâtre La Bruyère
- 1984 : J'y suis, j'y reste, de Raymond Vincy et Jean Valmy, mise en scène Robert Manuel, théâtre Marigny, diffusé en 1984 à la télévision dans l'émission Au théâtre ce soir réalisée par Pierre Sabbagh
- 1985 : Lily et Lily, de Pierre Barillet et Jean-Pierre Grédy, mise en scène Pierre Mondy
- 2002 : Conversations avec mon père, d'Herb Gardner, mise en scène Marcel Bluwal, Centre national de création d'Orléans, théâtre de la Porte-Saint-Martin

## Filmographie

### Cinéma

#### Longs métrages
- 1960 : Comment qu'elle est, de Bernard Borderie : le portier du Chat botté
- 1960 : Le Passage du Rhin, d'André Cayatte : Louis
- 1960 : Le Caïd, de Bernard Borderie : un agent
- 1961 : La Peau et les Os, de Jean-Paul Sassy : Lassère
- 1961 : La Traversée de la Loire, de Jean Gourguet
- 1962 : Arsène Lupin contre Arsène Lupin, d'Édouard Molinaro : un homme du docteur
- 1962 : Les Mystères de Paris, d'André Hunebelle : le contremaître sur les quais
- 1962 : Les Femmes d'abord, de Raoul André : un tueur
- 1962 : Les Veinards, de Jack Pinoteau : le "Balafré" (sketch "Le Gros Lot")
- 1963 : Le Vice et la Vertu, de Roger Vadim : le caporal
- 1963 : Le Glaive et la Balance, d'André Cayatte : un inspecteur
- 1963 : Maigret voit rouge, de Gilles Grangier : l'inspecteur Groussard
- 1963 : Des frissons partout, de Raoul André : Jojo
- 1963 : Cent mille dollars au soleil, d'Henri Verneuil : Robert, le client chez Zézé
- 1963 : Coplan prend des risques, de Maurice Labro : Scarpelli
- 1963 : Laissez tirer les tireurs, de Guy Lefranc : Marco
- 1964 : Les Gorilles, de Jean Girault
- 1964 : Le Majordome, de Jean Delannoy : "La Quille"
- 1964 : Fifi la plume, d'Albert Lamorisse : le dompteur
- 1965 : Mission spéciale à Caracas, de Raoul André : Karl
- 1965 : L'Homme de Mykonos, de René Gainville : le commissaire
- 1966 : Carré de dames pour un as, de Jacques Poitrenaud
- 1967 : Trans-Europ Express, d'Alain Robbe-Grillet : un inspecteur
- 1967 : La Grande Sauterelle, de Georges Lautner
- 1967 : L'Homme qui valait des milliards, de Michel Boisrond : un gardien de prison
- 1967 : Trafic de filles, de Jean Maley
- 1967 : Cinquante briques pour Jo (Hold-up pour Laura), de Jean Maley : Bibi
- 1968 : La Leçon particulière, de Michel Boisrond
- 1969 : Le Bourgeois gentil mec, de Raoul André : Bersone
- 1969 : Midi Minuit, de Pierre Philippe : John
- 1970 : Clodo, de Georges Clair
- 1971 : Les Bidasses en folie, de Claude Zidi
- 1972 : La Scoumoune, de José Giovanni : le joueur coléreux
- 1972 : L'Insolent, de Jean-Claude Roy : Gaspard
- 1972 : Le Complot, de René Gainville
- 1973 : Gross Paris, de Gilles Grangier
- 1975 : Adieu Poulet, de Pierre Granier-Deferre : Norbert, un tueur
- 1977 : Le mille-pattes fait des claquettes, de Jean Girault
- 1977 : Moi, fleur bleue, d'Éric Le Hung
- 1978 : Viol, la grande peur, de Pierre Chevalier
- 1978 : Convoi de filles, de Pierre Chevalier et Anton Martin Frank : l'Oberstwagner
- 1980 : Engrenage, de Ghislain Vidal (inédit en salles) : Antoine Felli
- 1980 : Inspecteur la Bavure, de Claude Zidi : Pierrot le fou
- 1981 : La Maison Tellier, de Pierre Chevalier
- 1982 : L'Abîme des morts vivants (La tumba de los muertos vivientes), de Jesús Franco et Marius Lesœur : Kurt
- 1983 : Le Voleur de feuilles, de Pierre Trabaud : le baratineur à la foire
- 1984 : Brigade des mœurs, de Max Pécas : Marcel
- 1985 : Nom de code, émeraude (Code Name : Emerald), de Jonathan Sanger (en) : André
- 1987 : Maniac Killer, d'Andrea Bianchi : le majordome
- 1988 : Dark Mission : Les Fleurs du mal, de Jesús Franco : Antonio
- 1990 : Aux yeux du monde, d'Éric Rochant : le garagiste
- 1994 : L'Ange noir, de Jean-Claude Brisseau : le juge Dumas

#### Courts métrages
- 1964 : Premier Avril, de Christian Duvaleix
- 1964 : Le Gain de temps, de Christian Duvaleix
- 2002 : Le Saint-Jean, de Vincent Buffé

### Télévision
- 1961 : En votre âme et conscience, épisode : L'Affaire Courtois, de  Jean-Pierre Marchand
- 1962 : La Belle et son fantôme, de Bernard Hecht : Gustave
- 1963 : La Route série télévisée de Pierre Cardinal
- 1963 : L'Île mystérieuse, de Pierre Badel
- 1964 : Les Cinq Dernières Minutes : 45 tours... et puis s'en vont, de Bernard Hecht : le sergent
- 1964 : L'Abonné de la ligne U, de Yannick Andreï
- 1965 : Les Cinq Dernières Minutes, épisode La Chasse aux grenouilles, de Claude Loursais
- 1965 : Les Chevaliers du ciel, de François Villiers : un sbire de Max
- 1966 : Les Cinq Dernières Minutes, épisode Pigeon vole, de Claude Loursais
- 1967 : Ne fais pas ça Isabella, de Gilbert Pineau
- 1967 : Signé Alouette, de Jean Vernier, d'après le roman de Pierre Very
- 1968 : Les Compagnons de Baal, de Pierre Prévert
- 1968 : Tarif de nuit (Les Cinq Dernières Minutes, épisode no 46), de Guy Séligmann
- 1969 : Jean-Roch Coignet, de Claude-Jean Bonnardot : rôle-titre
- 1972 : Les Cinq Dernières Minutes, épisode Le diable l'emporte, de Claude Loursais
- 1974 : Un mystère par jour (série télévisée) : Délit de fuite, de Jean-Paul Carrère : l'adjudant de gendarmerie
- 1974 : Les oiseaux de lune, réalisation : André Barsacq en 1971 : inspecteur Malfrin
- 1974 : Le vagabond de Claude Jean Bonnardot, série TV (également co-scénariste)
- 1974 : Les Cinq Dernières Minutes, épisode Les Griffes de la colombe, de Claude Loursais : l'inspecteur Lindet
- 1976 : Grand-père viking, de Claude-Jean Bonnardot
- 1977 : Minichronique, de René Goscinny et Jean-Marie Coldefy, épisode Les Petites Lâchetés : le costaud
- 1977 : Le Loup blanc, de Jean-Pierre Decourt
- 1977 : Un juge, un flic, de Denys de La Patellière, première saison (1977), épisode : Le Crocodile empaillé
- 1981 : Marie-Marie, de François Chatel
- 1982 : Médecins de nuit, épisode Temps mort, d'Emmanuel Fonlladosa
- 1982 : Les Cinq Dernières Minutes, épisode La Tentation d'Antoine, de Jean Chapot
- 1984 : Aveugle, que veux-tu ?, de Juan Luis Buñuel
- 1988 : Les Enquêtes du commissaire Maigret  épisode Le Témoignage de l'enfant de chœur, de Michel Subiela
- 1989 : Les Enquêtes du commissaire Maigret, épisode L'Auberge aux noyés, de Jean-Paul Sassy
- 1992 : Les Aventures de Tintin (série télévisée d'animation) : Frank Wolff / le Grand Inca / Sirov / le général Tapioca / Alonzo Perez / le professeur Cantonneau / Mac O'Connor / Foudre Bénie / Spalding / Stephan / Kurt / Mik Ezdanitoff / Herbert Dawes / voix additionnelles.
- 1995 : Maigret (Maigret et la vente à la bougie), de Pierre Granier-Deferre